# Locos de verano
Locos de verano es una obra teatral escrita por el dramaturgo argentino Gregorio de Laferrère (Buenos Aires, 8 de marzo de 1867 - íbid, 30 de noviembre de 1913) que fue estrenada el 6 de mayo de 1905 en el Teatro Argentino, por la compañía de Gerónimo Podestá. Posteriormente, el 5 de abril de 1906 con esta obra se inauguró el Teatro Nacional, con un reparto casi idéntico al del estreno, reemplazando Orfilia Rico a Lina Esteves y Francisco Ducasse a Enrique Arellano. Desde entonces ha sido representada por diversos elencos en numerosas oportunidades en el teatro y la televisión y en 1942 se filmó una película con el mismo nombre. 
Gregorio de Laferrère fue un político y dramaturgo argentino que nació en el seno de una familia de sólida fortuna. Tenía afición por el teatro y la primera obra que se representó fue ¡Jettatore! una comedia en tres actos, en 1904. 

## Argumento
El primer acto transcurre en el salón de una casa de familia de buena posición económica. Se van presentando los personajes principales, las relaciones que mantienen entre sí y los conflictos latentes.
Don Ramón es el viudo padre de Sofía, Elena, Enrique, Tito y Arturo y sólo le interesa la política.
Pepe, casado con Sofía, dedica sus esfuerzos a escribir obras de teatro que son muy aplaudidas por su grupo de amigos pero se representan sin éxito. 
Sofía y Elena se develan por las noticias y los hábitos de la "buena" sociedad y por la opinión que de ellas tienen los demás. Sofía dedica a coleccionar tarjetas postales y autógrafos. Además, sin que su esposo lo sepa, recibe todos los días una postal de un admirador que firma Raúl, a quien supone poeta.
Arturo, hermano de las anteriores, su afición es concurrir al club de "gente distinguida" hasta altas horas de la noche para escuchar chismes y jugar. Está muy endeudado como consecuencia de su afición al juego pero se preocupa por mantener las apariencias y espera casarse con su novia que tiene fortuna, está siendo acosado por acreedores que van a la casa a buscarlo. Pepe es muy crítico con su forma de vida.
Tito tampoco trabaja y sólo vive para la fotografía y su fonógrafo
Enrique aparece distinto a sus hermanos. Acaba de llegar de un viaje de dos años a Norteamérica y observa con preocupación la forma de vida de su familia. 
También vive en la casa Don Severo cuya madre era prima tercera de la madre de Sofía.Hace mandados y se queda con parte del dinero que recibe para ellos, que gasta en la lotería a la que es aficionado.
Leopoldo es un amigo de Pepe a quien cubre de elogios por sus obras.
Federico, periodista sin fortuna pero de buen apellido, muy preocupado también por el prestigio social y las apariencias. Cuenta que hará la crónica negativa de una nueva teatro sin concurrir a verla.Está de novio con Elena
Josefina, la hija adolescente de Pepe y Sofía
La servidumbre está compuesta por Juancito, el secretario de Pepe, Antonio, un sirviente aficionado al juego de caballos interesado en la mucama Ángela, pero esta prefiere a Juancito quien no la corresponde. Mariana, otra mucama, está interesada en Antonio. Es evidente que la familia, salvo Enrique, tiene un trato despreciativo hacia la servidumbre y hacia los pobres en general.
Se va sabiendo que Pepe y su esposa vendieron su antigua casa y ahora viven en una alquilada. Carolina es una viuda que estuvo casada con un hermano de Don Ramón está tullida y sin recursos económicos. Su esposo había perdido su fortuna jugando a la Bolsa pero para guardar las apariencias había ido vendiendo sus bienes de modo que recién a su muerte la familia supo que estaban en la miseria. Vive con su hija Lucía en una casa muy modesta. Elena, que muestra el desdén hacia ellos que le produce su situación económica, le da tareas de costura a su prima Lucía, pero más adelante se sabe que le debe muchos de esos trabajos. Enrique, por el contrario, se compadece de su situación y en especial de la casa donde deben vivir y se propone ayudarlas en forma concreta. Hacia el final del acto llega de visita del matrimonio de Rosario, hermana de Ramón, y Claudio, que muestran la misma preocupación de la familia por su posición social.
El segundo acto transcurre en una sala más modesta que la anterior. Están los mismos muebles pero en distinta colocación y se nota cierto desorden. Hay un diálogo entre Ramón y Leopoldo que nos informa que Leopoldo obtendrá gracias a un amigo que un periódico publique una crónica favorable a la obra que está por estrenar Pepe y, a su vez, obtiene que Ramón gestione otra en igual sentido en otra publicación respecto de una comedia de Leopoldo que quiere representar. Federico también hará una crónica elogiosa de la obra de Pepe y conocemos que aquella pieza que Federico criticara sin haberla visto se está representando con gran éxito. 
Llega Elena de la calle descompuesta porque en un periódico se publicó con su nombre un retrato que corresponde a otra persona y teme las burlas que ello provoque entre sus relaciones. Le pide a Enrique que rete a duelo al director del diario pero aquel se niega. Enrique, que viene de visitar a la tía Carolina en su nueva casa intercepta un paquete con morfina que la mucama traía para Elena y luego, cuando ello le provoque un ataque a Elena sabremos que Ramón conocía de su adicción pero la consideraba sin importancia. Llega Rosario con su hija Laura, quien se queda coqueteando con Leopoldo en tanto su madre se marcha a un conventillo para convencer a un mulato que se case con la mujer con la que convive. Viene el oficial de justicia a embargar bienes de Arturo, de quien hace dos días no se tienen noticias. Llegan dos personas como padrinos del director de un diario a pedir explicaciones a Enrique sobre una carta injuriosa que llegó al diario. Enrique reconoce en la carta la letra de Elena y les responde que no escribió la carta pero los enviados manifiestan que para solucionar el asunto como caballeros es necesario que designe padrinos, a lo cual Enrique se niega por lo que se retiran ofendidos. Se encuentran Lucía y Arturo y éste la besa por sorpresa. Lo ve Enrique y se produce un incidente que no pasa a mayores por pedido de Lucía que se marcha. Regresa Rosario, echada a escobazos del conventillo, y Enrique le muestra su disconformidad con su forma de hacer caridad. Mariana se envenenó y nadie de la familia la ayuda hasta que Enrique se entera y lo hace. Sofía enferma de pulmonía. Conocemos que Juancito es quien escribe las notas bajo el nombre de Raúl.
El tercer acto transcurre en un salón algo más modesto que el anterior. Sofía ya no colecciona postales. Severo trae la noticia de que la esposa de Arturo le ha pedido el divorcio porque en cuatro meses de matrimonio se ha jugado la mitad de su fortuna. Juancito no trabaja más en la casa desde que Pepe descubró las notas que enviaba a su esposa. Tito comenzó a trabajar como empleado en la empresa de Enrique y está satisfecho de su nueva vida pero la empresa tiene dificultades económicas porque Enrique no recibe apoyo de sus socios argentinos. Enrique ya no vive con la familia y en su lugar lo hace Lucía después de fallecer Carolina. La obra de Pepe ha sido un fracaso pero sigue intentándolo, en tanto que Leopoldo que también ha visto fracasar la suya, abandonó el arte y trabaja también para Enrique. Llega Claudio y anuncia que Federico rompe su noviazgo con Elena y se casará con su hija Laura pero luego esta cambia de idea y se casará con Leopoldo. Ángela deja de trabajar en la casa y conocemos que Antonio la había marcado en la cara con un cuchillo y había ido preso. Tampoco lo hace Mariana, quien sobrevivió al envenenamiento, se casó y ahora plancha ropa por su cuenta. Enrique consigue capitales inglesas que sustituyan los nacionales y salva a su empresa. Arturo anuncia que se irá a Europa a vivir allá hasta que se le agote e dinero que lleva. Severo es expulsado de la casa hartos de sus maniobras para quedarse con dinero. Ramón, que intervino en una revolución fracasada, es primero detenido y luego liberado pero no abandonará la política. Lucía y Enrique anuncian que se casan.

## Reparto del estreno
- Lucía: Blanca Podestá
- Sofía: Lina Esteves
- Elena: Ángela Tesada
- Josefina: María Esther Podestá
- Doña Rosario: Josefa Viera
- Laura: Anita Podestá
- Rosa: Manuela Martínez
- Mariana: Josefina V. de Lanaro
- Ángela: Dora Nieves
- Don Ramón: Geronimo Podestá
- Enrique: Enrique Arellano
- Arturo: Arturo Podestá
- Pepe: Julio Scarzella
- Tito: Elías Alippi
- Don Severo: José F. Podestá
- Leopoldo: Arturo Mario
- Federico: Francisco Aranaz
- Manuel: Alfredo Lanaro
- Juancito: Luis Grimaldi
- Antonio: Enrique Muiño
- Don Claudio: Luis Fagioli
- Salvadores: Luis Fagioli
- Ernesto: Federico López
- Oficial de justicia: Federico López
- Médico: Federico López
- Reyes: Alberto Ballerini
- Carlos: Alberto Ballerini
- Acompañante del oficial: Ismael Pandre
- Celedonio: Celedonio Saura

## Opiniones críticas sobre la obra
De acuerdo con el especialista Marcos Mayer, que prologa la edición de las obras completas de Gregorio de Laferrére, el autor "caracteriza a los veintinueve personajes de la pieza a partir de un rasgo fundamental, que le sirve para hacer una crítica de las costumbres porteñas de principio de siglo. Son estereotipos construidos mediante una manía: el coleccionismo, los autógrafos, el juego, la fotografía, la poesía, el uso de los cosméticos, la filatelia o la oratoria. Y si hay un conflicto en la obra es la lucha del sentido común contra esas manías que no son sino los nuevos hábitos que va incorporando, en su proceso de modernización, la sociedad argentina. "La locura de verano de cada uno de los personajes -prosigue Mayer-produce una especie de automatismo y aislamiento; cada uno de ellos vive en el mundo encerrado en su propia manía y de allí nace el efecto cómico de la obra: la respuesta incomunicada de cada personaje dominado por la moda elegida, comicidad acentuada por la velocidad tanto en los diálogos como en los movimientos escénicos."
Esta obra fue recibida por la crítica con reservas, como obra de un gran señor mundano que escribía para la escena por hobby, sin tomar su labor en serio. Sin embargo, fue un éxito de público al punto tal que de su sala de estreno fue trasladada al Teatro Rivadavia donde tuvo ochenta representaciones consecutivas, algo inusitado en la época, y se continuó representando hasta nuestro días. 
La crónica del diario La Nación de Buenos Aires del 7 de mayo de 1905 expresaba:

"Salimos de asistir en el teatro Argentino á la primera función de la compañía de Jerónimo Podestá, que con este motivo ha estrenado la nueva comedia de D. Gregorio de Laferrère, Locos de verano. Aunque esta obra consta de sólo tres actos y no los cuatro que rutinariamente se consideran precisos para constituir una función completa, por lo extensos que son no necesitaban ser precedidos de pieza alguna, como lo fueron, haciendo terminar el espectáculo á hora tan avanzada que no permite un examen detenido de la obra. Limitándonos, pues, á lo único posible, diremos, y esto ante todo, que la nueva obra de Laferrère halló ya en su primer acto, ó mejor dicho en sus primeras escenas, el éxito que para ella esperaba la mayoría, si no la totalidad del público, pues no bien comenzó su representación, el movimiento escénico, la viveza del diálogo, sobrio, cortado, ocurrente; la comparencia de personajes diversos con sus respectivos rasgos característicos; la rápida sucesión de episodios é incidentes ya cómicos, ya descriptivos, que aunque parecen desligados de la acción coadyuvan á ella eficazmente; todo, en fin, revelaba la facundia y la penetrante intención satírica del autor de Jettatore. Comenzóse á reir muy pronto, y se siguió riendo hasta caer por última vez el telón, no obstante el sesgo momentáneamente serio y hasta sentimental que á mitad del tercer acto toma la acción... 
Fue celosísimo el desempeño. Blanca Podestá, Lina Estévez, Angela Tesada, Anita Podestá, la niña Esther Podestá (...) José, Jerónimo y Arturo Podestá (...) rivalizaron en beneficio de la importante obra del Sr. Laferrère, á quien se llamó en todos los actos, accediendo sólo á presentarse en el último, en el que se le hizo una ovación. Hay obra para muchas noches.